# Astryna
De Wit-Russische plaats Astryna (Wit-Russisch: Астрына) of Ostrino (Russisch: Острино) is gelegen in de rayon Sjtsjoetsjynski in de oblast Grodno. Hemelsbreed is de afstand tussen Astryna en de regionale hoofdstad Grodno circa 48 kilometer.

## Historie
De eerste vermelding van Astryna in historische documenten dateert uit 1450. In 1641 werd Astryna door de koning van Polen, Wladislaus Wasa, het Maagdenburgs recht toegekend, een vorm van stadsrecht. Ook verkreeg het toen een wapen waarop een zilveren toren met rood dak is afgebeeld, met daarboven een arm van een ridder met een zwaard in het hand. Na de tweede opdeling van het Pools-Litouws Gemenebest in 1793, werd Astryna toegekend aan het tsaardom Rusland. In 1921 werd de Vrede van Riga ondertekend, met als gevolg dat het opnieuw in Polen kwam te liggen. Het uitbreken van de Tweede Wereldoorlog betekende dat Astryna in de Wit-Russische Socialistische Sovjetrepubliek kwam te liggen, maar werd bezet door Nazi-Duitsland tussen 24 juni 1941 en 12 juli 1944. Nadien kwam Astryna opnieuw te liggen in de Sovjet-Unie, binnen de Wit-Russische SSR. Na het uiteenvallen van de Sovjet-Unie kwam het dan ook binnen het huidige Wit-Rusland te liggen.

## Galerij

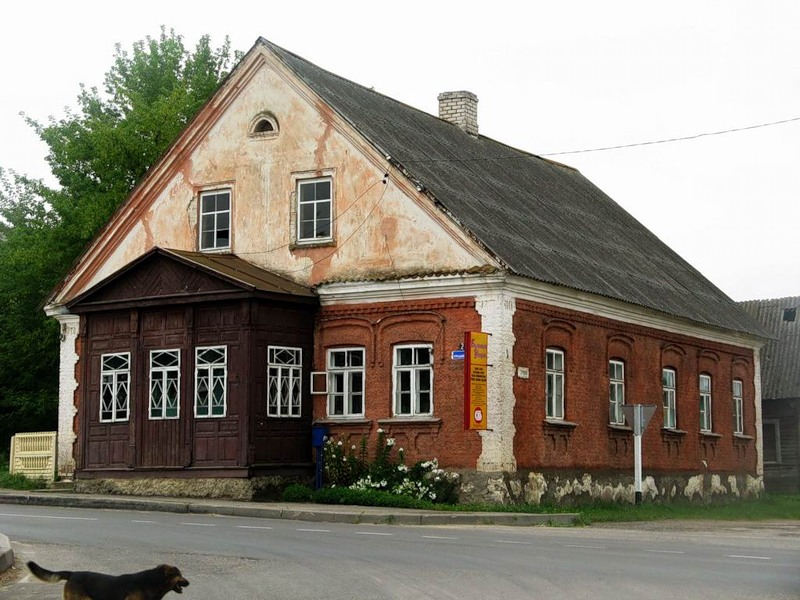
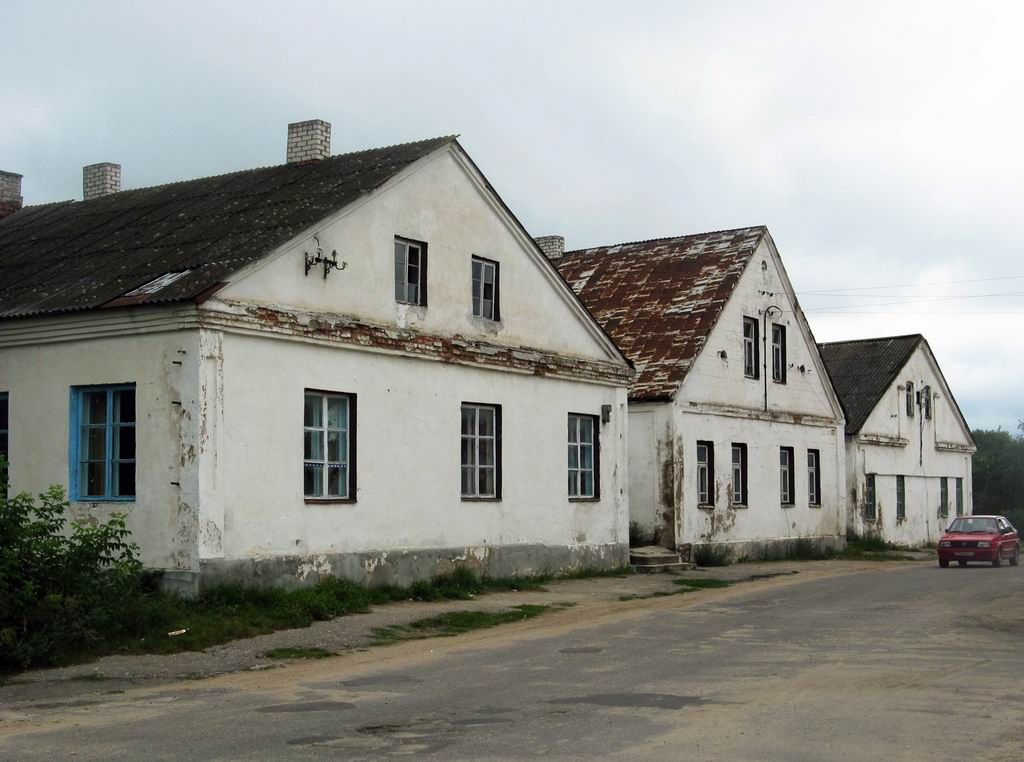
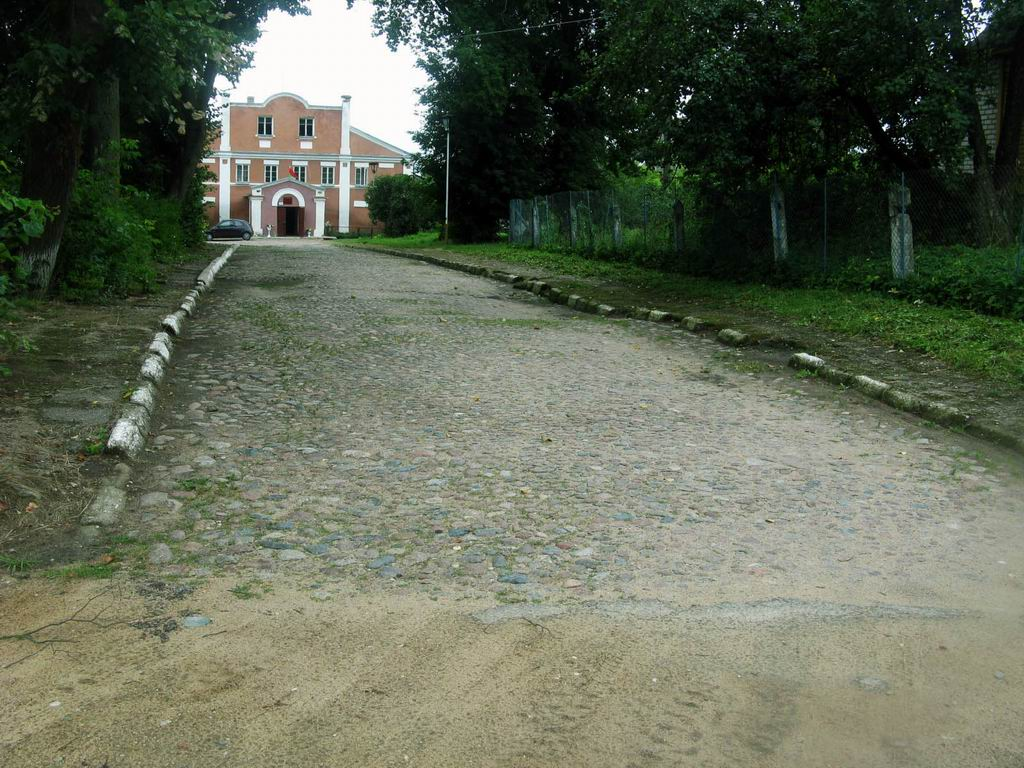